# Hans Billian
Hans Billian (nascut Hans Joachim Hubert Backe, 15 d'abril de 1918 a Breslau (avui, Wrocław, Polònia) – 18 de desembre de 2007 a Gräfelfing, Baviera) va ser un director de cinema, guionista i actor alemany conegut per les "comèdies sexuals" que va dirigir a la dècada de 1970. També va ser acreditat com a Hans Billan, Phillip Halliday i Christian Kessler.

## Inicis
Billian originalment volia ser cantant d'òpera, però a causa del deteriorament de la seva veu durant els seus nou anys al servei militar va haver d'abandonar aquest pla. Després de la Segona Guerra Mundial, es va establir a l'Alemanya Occidental i va començar a treballar com a actor en teatres d'Hamburg i Wolfenbüttel. Més tard va començar a treballar també com a ajudant de direcció.
El 1950, va començar a treballar per a diversos productors de cinema alemanys. Especialment, el seu treball per a Constantin-Film va tenir èxit fins al 1961, quan va deixar aquesta empresa per treballar com a guionista i director autònom. Fins a finals de la dècada de 1960, va escriure pel·lícules o dirigir pel·lícules que entraven a la categoria Heimatfilm, com ara Ich kauf' mir lieber einen Tirolerhut el 1965. A finals de la dècada de 1960 i principis dels 70, va dirigir comèdies sexuals de porno tou com Pudelnackt in Oberbayern (1969) (pionera del Lederhosenfilm), Die Jungfrauen von Bumshausen (1970), i Das Mädchen mit der heißen Masche (1972) (amb Sybil Danning).

## Cinema pornogràfic
El 1973, Billian va dirigir curtmetratges (“loops”) de porno dur per a la companyia sueca Venus Film. Quan es va aixecar la prohibició de la pornografia dura a Alemanya, hi va començar a dirigir nombrosos curtmetratges hardcoreà. El 1975, va dirigir el primer llargmetratge hardcore alemany, Bienenstich im Liebesnest (versió suau coneguda com a Im Gasthaus zum scharfen Hirschen, també coneguda com a Zimmermädchen machen es gern). El 1976, va dirigir Josefine Mutzenbacher wie sie wirklich war, 1. Teil sobre els primers anys de vida de la cortesana vienesa Josefine Mutzenbacher. La pel·lícula que va tenir el paper principal interpretat per Patricia Rhomberg, que també tenia una relació íntima amb Billian, va ser el seu major èxit. Durant aquest període, Billian va continuar rodant loops, alguns dels quals van atreure una atenció especial, com ara "Massagesalon Elvira", que va protagonitzar Anne Magle, la sensació del porno danesa dels anys 70.
Josefine Mutzenbacher...wie sie wirklich war? 1. Teil va ser concebuda per Billian com la primera part d'una sèrie de Josefine Mutzenbacher, però quan el productor Gunter Otto de "Herzog" es va negar a finançar una segona part, Billian va agafar els diners de la productora "Starlight" i va dirigir   Die Beichte der Josefine Mutzenbacher el 1979. Tanmateix, Otto, que tenia els drets del títol, va estrenar Josefine Mutzenbacher...wie sie wirklich war? 2. Teil el 1980. Cap de les dues pel·lícules va aconseguir l'èxit de la pel·lícula de 1976, sobretot a causa de l'absència de Rhomberg i la manca de continuïtat amb la primera pel·lícula. El 1981 (Aus dem Tagebuch der Josefine Mutzenbacher), el 1987 (Die Liebesschule der Josefine Mutzenbacher) i el 1991, Billian va dirigir tres títols més de Josefine Mutzenbacher. Gunter Otto va fer pel·lícules consecutives de Josefine (Josefine Mutzenbacher – Wie sie wirklich war: 3,4,5,6. Teil) del 1982 al 1984.
A la dècada del 1990, va dirigir vídeos porno, especialment per al productor Tabu de Bochum, però aquests vídeos estaven molt lluny de la qualitat del seu treball a la dècada del 1970.

## Filmografia
- 1963: Übermut im Salzkammergut
- 1964: Die lustigen Weiber von Tirol
- 1965: Ich kauf mir lieber einen Tirolerhut
- 1966: Das Spukschloß im Salzkammergut
- 1969: Pudelnackt in Oberbayern
- 1969: Die Jungfrauen von Bumshausen
- 1970: Die fleißigen Bienen vom fröhlichen Bock
- 1970: Hörig bis zur letzten Sünde)
- 1972: Das Mädchen mit der heißen Masche
- 1972: Verführerinnen-Report
- 1973: Liebesjagd durch sieben Betten
- 1974: Oktoberfest! Da kann man fest…
- 1975: Komm auf den Teppich, Luise (curtmetratge)
- 1975: Liebestolle Nichten (curtmetratge)
- 1975: Im Gasthaus zum scharfen Hirschen
- 1975: Freunde der Nacht (curtmetratge)
- 1975: Puss (curtmetratge)
- 1976: Josefine Mutzenbacher wie sie wirklich war, 1. Teil
- 1976: Die Wirtin von der Lahn (curtmetratge)
- 1977: Kasimir der Kuckuckskleber
- 1978: Der Spießer (curtmetratge)
- 1978: Die Beichte der Josefine Mutzenbacher
- 1978: Bettgeflüster (curtmetratge)
- 1979: Rosemarie's Schleckerland
- 1979: Heiße Löcher, geile Stecher
- 1980: Das Haus der geheimen Lüste
- 1980: Intime Liebschaften
- 1980: Im Liebesnest der Hippiemädchen
- 1981: Aus dem Tagebuch der Josefine Mutzenbacher
- 1987: Die Liebesschule der Josefine Mutzenbacher
- 1989: Eine verdammt heisse Braut 1 & 2
- 1992: Josefine Mutzenbacher – Manche mögen’s heiß
- 1996: Familie Immerscharf (Teil 1 – 8)

## Llibres
- Der Filmemacher. 2 Bände. Verlag Andreas Zettner KG, Würzburg 1994/1995, Verlagsnummer 090034 und 090035,  Aquest article incorpora text d'una publicació que es troba actualment al domini públic:  Dictionary of National Biography.  Londres: Smith, Elder & Co, 1885–1900.